# Villa Rivero
Pour les articles homonymes, voir Rivero.
Villa Rivero est une localité du département de Cochabamba en Bolivie située dans la province de Punata. Sa population s'élève à 671 habitants en 2001 et 1 858 habitants en 2012.